# 董狐狸
董狐狸（?—?），又作董忽力，兀良哈氏，明代漠南蒙古朵颜卫领主。先祖是成吉思汗的四獒者勒蔑，朵颜卫都督花当曾孙，革兰台第五子（一说次子）。
明朝封他为指挥佥事。居住在哈剌兀素（在今辽宁省大凌河上游建昌附近）。嘉靖二十七年（1548年），革兰台死后，与兄长影克一起统率朵颜卫。隆庆元年（1567年），董狐狸联合察哈尔部共数万大军，攻入河北长城东段的界岭口，兵败于明军，影克在义院口战死。董狐狸与影克的儿子长昂继续对抗明军，和内喀尔喀领主速把亥、炒花等联合。万历元年（1573年），拥兵至喜峰口索要赏赐，被戚继光击败，仅以身免。万历三年（1575年），其弟长秃被俘。董狐狸和长昂至蓟镇向戚继光请罪，长秃获释。万历十一年（1583年），内喀尔喀领主卜言把都儿要为父亲速把亥复仇，董狐狸出兵帮助，合兵3万余人，斩杀明军100余人，被明朝将领李平胡击退。万历十二年（1584年），再度南下，被辽东总兵李成梁击败。十三年，率部属300余人，至明长城外，恳请朝廷恢复通贡互市。明神宗准许开放木市，他获得大量布帛、粮食等抚赏。